# Volume (computação)
Em armazenamento de dados computacionais, um volume ou unidade lógica é uma única área de armazenamento acessível com um único sistema de arquivos, geralmente (embora não necessariamente) residente em uma única partição do disco rígido. Embora um volume possa ser diferente de uma unidade de disco física, ainda pode ser acessado com a interface lógica de um sistema operacional. No entanto, um volume difere de uma partição.

## Diferenças entre volume e partição
Um volume não é a mesma coisa que uma partição. Por exemplo, um disquete pode estar acessível como um volume, mesmo que não contenha uma partição, pois os disquetes não podem ser particionados com o software de computador mais moderno. Além disso, um sistema operacional pode reconhecer uma partição sem reconhecer nenhum volume associado a ela, como quando o sistema operacional não pode interpretar o sistema de arquivos armazenado nela. Essa situação ocorre, por exemplo, quando sistemas operacionais baseados no Windows NT encontram discos com partições de sistemas operacionais não Microsoft, como o sistema de arquivos ext3, comumente usado no Linux. Outro exemplo ocorre no mundo da Intel com a "Partição estendida". Embora sejam partições, elas não podem conter diretamente um sistema de arquivos. Em vez disso, "unidades lógicas" (também conhecidas como volumes) devem ser criadas dentro delas. Esse também é o caso dos volumes NetWare que residem dentro de uma única partição. Em resumo, os volumes existem no nível lógico do SO e as partições no nível físico, específico da mídia. Às vezes, há uma correspondência individual, mas isso não é garantido.
No Microsoft Windows Server 2008 e em diante, o termo "volume" é usado como um superconjunto que também inclui "partição".
Não é incomum ver um volume compactado em um único arquivo. Os exemplos incluem imagens de disco ISO9660 (imagens de CD/DVD, comumente chamadas "ISOs") e volumes do instalador para Mac OS X (DMGs). Como esses volumes são arquivos que residem em outro volume, certamente não são partições.

### Exemplo
Este exemplo refere-se a um sistema Windows XP com dois discos rígidos físicos. O primeiro disco rígido possui duas partições, o segundo possui apenas uma. A primeira partição do primeiro disco rígido contém o sistema operacional. Os pontos de montagem foram deixados com os padrões.
| Disco físico   | Partição   | Sistema de arquivos | Letra da unidade |
| -------------- | ---------- | ------------------- | ---------------- |
| Disco Rígido 1 | Partição 1 | NTFS                | C:               |
| Disco Rígido 1 | Partição 2 | FAT32               | D:               |
| Disco Rígido 2 | Partição 1 | FAT32               | E:               |

Neste exemplo,
- "C:", "D:" e "E:" são volumes.
- Disco Rígido 1 e Disco Rígido 2 são discos físicos.
- Qualquer um desses pode ser chamado de "unidade" ("drive").